# Dmytro Dontsov
Dmytro Ivanovych Dontsov (em ucraniano:  Дмитро Іванович Донцов) (Melitopol, 30 de Agosto de 1883 – Montreal, 30 de Março de 1973) foi um escritor nacionalista ucraniano, publicista, jornalista e o pensador político, cujas ideias radicais tinham uma enorme influência no meio da Organização dos Nacionalistas Ucranianos.  

## Biografia
Dontsov nasceu na cidade ucraniana de Melitopol, na região histórica de Taurida, (hoje – província de Zaporizhia) em uma antiga família dos cossacos ucranianos. Em 1900 ele muda-se para a cidade de São Petersburgo para estudar o direito. Em 1905 Dontsov afilia-se no USDRP. Mas em 1913 ele abandona USDRP, por não se rever nas questões de política nacional, defendidos pelo partido. Foi preso pela polícia czarista pelo seu envolvimento nos movimentos socialistas e em 1909 se muda para a Viena. Depois disso, vive em Lviv, onde em 1917 completa o seu doutoramento em direito. 
Durante a revolução na Ucrânia, Dontsov serve no governo do Hetman Pavlo Skoropadsky, sendo nomeado o chefe de agência nacional de notícias. Naquele período, juntamente com Vyacheslav Lypynsky e Volodymyr Sheremet, Dontsov cria o Partido Democrático – Agrário Ucraniano, conhecido também como os Lavradores – Democratas. Com a queda do estado ucraniano em 1922, ele emigra para a Suíça, onde organiza e encabeça o escritório noticioso da República Popular Ucraniana no exílio.

### Ideologia
Em 1922 Dmytro Dontsov se muda para a Lviv. Rejeita por completo as ideias socialistas da sua juventude, abraça e desenvolve a teoria do nacionalismo Integral, mas autenticamente ucraniano. Contrariando muitos políticos ucranianos da época, Dontsov rejeita qualquer ideia de consenso ou cooperação com os movimentos anticomunistas russos. Durante este período, Dontsov edita vários jornais e escreve numerosos artigos sobre o nacionalismo ucraniano. A sua escrita fustigava a falha dos ucranianos de alcançar a sua independência em 1917-1921, ridicularizava os políticos ucranianos da época e proponha a nova “escritura nacionalista” e a “vontade nacional” unida, onde a violência desempenhava o papel do instrumento necessário para derrubar a antiga ordem reinante. Ele condenava a polacofília, russofília e austrofília dos variadíssimos segmentos da sociedade ucraniana contemporânea. Na sua escrita, Dontsov também exortava o nascimento do “homem novo” com “fé quente e coração de pedra”, que não terá medo de destruir sem nenhuma piedade os inimigos da Ucrânia. Dontsov acreditava, que a cultura nacional é um elemento sagrado e deve ser protegido por todos os meios necessários. As suas exortações furiosas, influenciaram profundamente uma grande parte de juventude ucraniana que sentia a opressão da sua nação e que ficou desiludida com a democracia. Apesar de não se tornar o membro efectivo da Organização dos Nacionalistas Ucranianos, as suas ideias serviram de uma grande inspiração para a OUN.

## Exílio
Em 1939, nas vésperas da ocupação soviética da Ucrânia Ocidental, Dontsov deixou a Ucrânia, vivendo em Bucareste, Praga, Alemanha, Paris e nos EUA. Em 1949 ele se muda para a cidade de Montreal, onde ensinava a literatura ucraniana na francófona Université de Montréal. Dmytro Dontsov morreu em 1973 em Montreal, e foi sepultado em Bound Brook em Nova Jersey.